# Tum
Tum är en äldre längdenhet med flera olika definitioner. När idag enligt föråldrad tradition mått anges i tum avses  i de flesta sammanhang den engelska enheten inch, som numera är definierad som exakt 25,4 millimeter. Tidigare var det en liten skillnad mellan brittisk Imperial inch och US inch. Detta beskrivs närmare i avsnitt Engelsk tum nedan.
För att skilja från andra definitioner av tum används namn som svensk tum, verktum och decimaltum.
Det svenska namnet tum syftar troligtvis på bredden av en manstumme eftersom måttet tidigast hette "finger-bredd".
I samväldesländer och USA används fortfarande i varierande omfattning måttet inch, som är av samma storleksordning som svensk tum, men inte exakt detsamma. När längdenheten tum anges i dag, exempelvis om mobiltelefoners, datorers och tv-apparaters skärmar, menar man inch. (Måttet avser alltid skärmens diagonal.)
Det numera övergivna brädgårdsmåttet tum avsåg alltid inch. Tumstockar för brädgårdsbruk var därför märkta London, för att undvika misstag med de traditionella tumstockar, märkta verktum, som bysnickarna använde.
Även om ordet tum finns använt i Sverige redan i medeltidshandlingar, kallades det vanligen fram till den kungliga förordningen av 1737 för toll (efter tyskans zoll). På några andra språk är namnet enligt följande:
- fornsvenska þumi
- danska tomme
- franska pouce
- latin digitus (= finger)
- grekiska δακτυλος, daktylos (= finger)

## Svensk tum
- Enligt duodecimalsystemet (verktum, se verkmått) var 1 verktum  = 12 linjer = 1/12 svensk fot = 24,742 0 mm
- 1 fingerbredd = 1/16 fot = 18,556 5 mm[källa behövs]
- Enligt decimalsystemet (decimaltum, även kallad nytum) var 1 decimaltum = 1/10 fot = 10 decimallinjer = 29,690 4 mm. Detta system användes bara en kort tid, innan Sverige 1879–1889 successivt övergick till metersystemet.

Bägge dessa beteckningar är historiska, och när man ibland alltjämt använder så kallade tum inom vissa fackområden, som förr på brädgårdar eller inom rörmokeri, syftar man normalt även i Sverige på "engelska tum", d.v.s. inch. Nytillverkning av rör med tillbehör sker numera efter mm-mått, vilket kan ställa till problem vid reparation av gamla anläggningar utförda med tum-standard. Övergångsvis finns en stor mängd anpassningsdelar med mm-standard i ena änden och tum-standard i andra änden. Troligen blir denna övergångstid långdragen, vilket ställer stora krav på kostnadskrävande lagerhållning under lång tid, samt efter hand förluster på grund av inkurans av tillverkade men efter hand obehövliga komponenter.
I Sverige sågas sedan länge allt trävirke efter mm-mått. Om man för något pietetsfullt renoveringsarbete i K-märkta byggnader önskar tum-dimensioner, kan detta ibland fås på beställning, men då med förlängd leveranstid och till förhöjt pris.
Under en övergångstid i slutet på 1800-talet, när man på brädgårdar fortfarande mätte längden på virke i engelska fot gällde priset per meter.[källa behövs]
Också för spik och skruv har tumdimensioner utfasats ur sortimentet och ersatts med närliggande mm-dimensioner.

## Engelsk tum

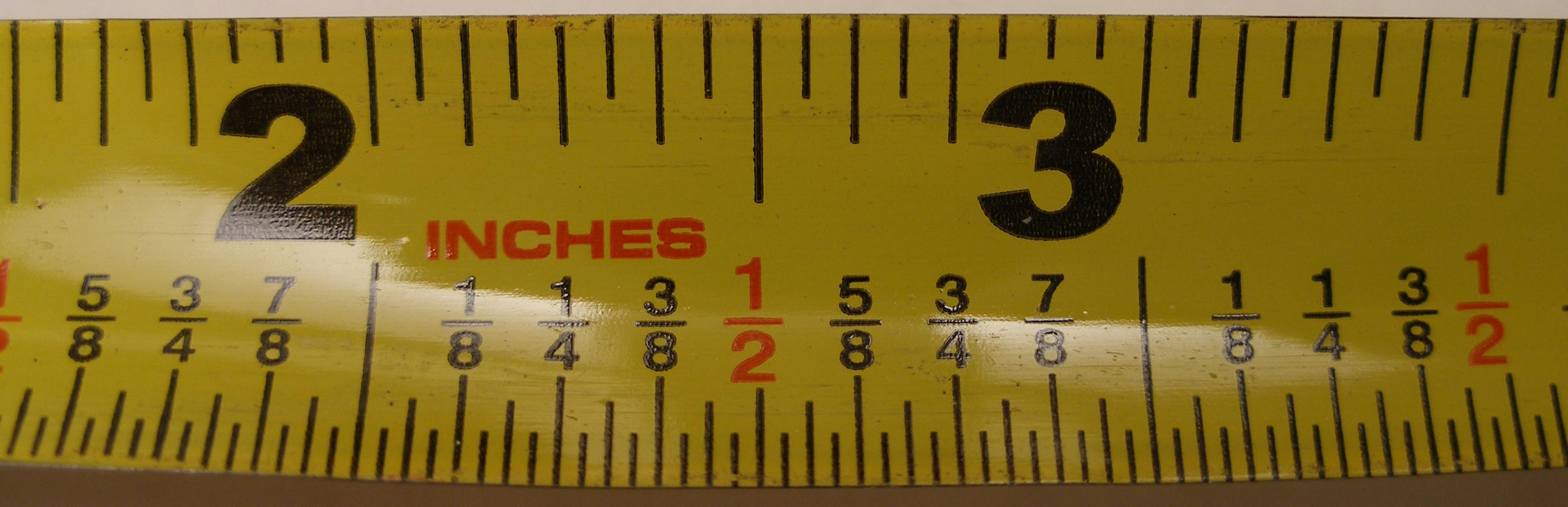
Stålmåttband med inch som längdenhet.
Delar av inch anges i allmänt bråk. Minsta intervall på övre skalan ^{1}/_{16}″ (1,6 mm); på undre skalan ^{1}/_{32}″ (0,8 mm).

En inch, kan betecknas in eller med dubbelprim (bis; exempelvis 30″ = 30 in = 30 inch). 
- 1 inch = 25,4 mm.

Ursprungligen fanns det en liten skillnad mellan brittisk tum (imperial inch) och amerikansk tum (US inch) beroende på olika definitioner. Imperial inch relaterades till arkivyarden, som förvaras i Towern i London, medan US yard relaterades till metersystemet genom den exakta kvoten 3 600/3 937 (1" = 25,400 050 800… mm). Det innebär att dessa två inch är lika intill 5 siffror (25,400 mm), vilket är tillräcklig precision i normala tekniska sammanhang, inklusive toleranser och passningar. Men för vetenskapliga ändamål, där man eftersträvar högsta möjliga noggrannhet, måste man ta hänsyn även till ytterligare decimaler, och då blir det skillnad mellan brittisk och amerikansk inch.
Sedan man konstaterat att arkivyardens längd inte var konstant, utan ändrades något med tiden, och dessutom den ursprungliga arkivyarden skadats så svårt vid en brand, att den inte längre dög som referens, och det ifrågasatts att den nytillverkade arkivyarden verkligen var exakt lika lång som den ursprungliga, har arkivyarden förlorat sin betydelse, och är nu bara av antikvitetsintresse (liksom den gamla arkivmetern i Paris).
När tumsystemet var som mest i ropet angavs delar av tum med allmänt bråk, till exempel 3/8″, 5/16″, men i slutet av 1900-talet övergick man inom verkstadsindustrin i anglosaxiska länder till decimalbråk för delar av inch. Detta gäller på såväl ritningar som vid angivande av dimensioner på verktyg av diverse slag. Även inom anglosfären har man efter hand övergått till att på ritningar m m ange delar av inch med decimalbråk.
Sedan 1958 finns en standardiserad international inch som är exakt 25,4 mm i alla länder som använder måttet, inklusive USA och Storbritannien. Det exakta måttet valdes av svensken Carl Edvard Johansson när denne arbetade vid Henry Fords bilfabriker i Detroit. I USA fanns tiden 1893–1958 dessutom den alternativa US survey inch, även kallad Mendenhall inch, som dock endast används inom lantmäteri; den utgår från att 1 meter är 39,37 in, vilket innebär att en 1 in blir 25,400 050 800 1… mm. Skillnaden mellan inch baserad på US yard och Mendenhall inch är omkring 3,6*10-15 mm, således obetydlig.
Benämningen Mendenhall inch kommer av att Thomas Corwin Mendenhall var Superintendent of Weights and Measures i USA, och det var under hans tid som USA-yardens relation till metersystemet fastställdes som 3 600/3 937 (The Mendenhall Order 1893-04-05.) Det amerikanska lantmäteriet (US Geographical Survey) övergav bruket av den speciella Mendenhall-inchen 1959 till förmån för den international inch som definierades 1958.
Måttet mil (underförstått tusendels inch) i engelska måttsystemet förekommer som
- längdmått: 1 linear mil (en tusendels inch) = 0,025 4 mm
- areamått: 1 square mil (ytan av en kvadrat med sidan 1 linear mil) = 0,000 645 16 mm²
- areamått: 1 circular mil (ytan av en cirkel med diametern 1 linear mil) = π/4 square mil = 0,000 506 707 479 097 498… mm²

dessutom
- vinkelmått 1 angular mil ≈ 1 milliradian = 0,057 29… grader

## Tummått i andra länder
- I Danmark användes fram till 1902 ett tummått som motsvarade 26,2 mm. Detta har även använts i Norge (som dock under en period använde en tum på 31,4 mm).
- I Frankrike var en tum, pouce, ~27,07 mm och en 1⁄12 av ligne.
- Polsk cal = 24,8 mm.
- Tyskland har använt en tum som motsvarade 26,1 mm ("deutscher Zoll"),. Flera tyska delstater har också haft egna definitioner som varierat mellan åtminstone 23,6 mm (Sachsen) och 37,662 5 mm (Preussisk decimaltum).